# Margareta Winberg
Gun Margareta Winberg (née Gustafsson le 13 août 1947) est une femme politique sociale-démocrate suédoise. 

## Carrière
Elle occupe divers postes ministériels dans le troisième cabinet d'Ingvar Carlsson et le cabinet de Göran Persson de 1994 à 2003, et est vice-Premier ministre de Suède de 2002 à 2003. Elle est ministre de l'Agriculture, de l'Alimentation et de la Pêche de 1994 à 1996, puis de 1998 à 2002, ministre de l'Emploi de 1996 à 1998 et, en outre, ministre de l'Égalité des sexes de 1998 à 2003.
Elle devient une figure très controversée dans le débat public, après une interview qu'elle donne au documentaire suédois The Gender War en 2005. Dans la deuxième partie du documentaire en deux parties, Winberg exprime son ferme soutien au féminisme radical, à l'idéologue Eva Lundgren et à l'obligation pour les établissements d'enseignement supérieur d'enseigner la théorie féministe comme un fait, afin de changer la société.
Au sein des sociaux-démocrates, elle a un profil eurosceptique et est l'une des deux ministres à faire campagne pour le camp du « non » lors du référendum de 1994 sur l'adhésion de la Suède à l'Union européenne. Elle est également opposée à l’adoption de l’euro, mais en tant que vice-première ministre, elle reste discrète lors du référendum de 2003 sur la question.
De 2003 à 2007, elle est ambassadrice de Suède au Brésil.